# Rafael Martínez (ginnasta)
Rafael Martínez Barrena (Madrid, 10 dicembre 1983) è un ex ginnasta spagnolo.

## Palmarès

### Europei
- 4 medaglie:
  - 2 ori (Debrecen 2005 nel concorso individuale; Amsterdam 2007 nel corpo libero)
  - 1 argento (Lubiana 2004 nel concorso individuale)
  - 1 bronzo (Lubiana 2004 nel corpo libero)

### Giochi del Mediterraneo
- 2 medaglie:
  - 2 bronzi (Pescara 2009 nelle parallele simmetriche; Pescara 2009 nel concorso a squadre)